# انجمن اپتیک آمریکا
اپتیکا ، که با نام انجمن اپتیک آمریکا (که بعدها انجمن اپتیک نام گرفت ) تأسیس شد، یک انجمن حرفه‌ای متشکل از افراد و شرکت‌های علاقه‌مند به اپتیک و فوتونیک است. این انجمن مجلات منتشر می‌کند، کنفرانس‌ها و نمایشگاه‌ها را سازماندهی می‌کند و فعالیت‌های خیریه انجام می‌دهد.

## تاریخچه
اپتیکا در سال ۱۹۱۶ به عنوان انجمن اپتیک آمریکا، تحت رهبری پرلی جی. ناتینگ ،  با ۳۰ دانشمند اپتیک و سازنده ابزار مستقر در روچستر، نیویورک تأسیس شد. این انجمن خیلی زود اولین مجله نتایج تحقیقات خود را منتشر کرد و یک نشست سالانه برگزار کرد.   مجله انجمن اپتیک آمریکا این گروه در سال ۱۹۱۸ ایجاد شد.  اولین سری جلسات مشترک با انجمن فیزیک آمریکا در سال ۱۹۱۸ برگزار شد. 